# Charles de Chambrun (homme politique, 1930-2010)
Pour les articles homonymes, voir Charles de Chambrun.
Charles de Chambrun, né le 16 juin 1930 à Paris 7e et mort le 21 octobre 2010 à Carthage-Salammbô (Tunisie), est un homme politique français, administrateur de sociétés. Il a été successivement membre du MRP, apparenté UDR, membre du RPR avant de rejoindre le FN.

## Biographie
Né le 16 juin 1930 à Paris 7e, Charles de Chambrun est le petit-fils de Pierre de Chambrun à qui il succède à la mairie de Montrodat à sa mort en 1954. Il est aussi le neveu de Gilbert de Chambrun, ainsi qu'un descendant en ligne féminine du marquis de Lafayette. La famille Pineton de Chambrun appartient  à la noblesse sur preuves de 1491.
En 1962, il est élu député UNR de la 2e circonscription de Lozère. Il est nommé secrétaire d'État au Commerce extérieur, sous le troisième gouvernement de Georges Pompidou, du 8 janvier 1966 au 7 avril 1967. Il est réélu à l'Assemblée nationale en 1967, 1968 et 1973 avec l'étiquette gaulliste UDR.
Aux élections législatives de 1986, il conduit la liste Front national. Il doit faire face à la dissidence du Front d'opposition national emmené par Georges Mathelin qui n'obtient que 2 797 voix, soit 0,94 %, quand lui recueille 14,12 % des suffrages (41 667 voix) et est élu député à la proportionnelle.
Aux élections municipales de 1989, Charles de Chambrun est le seul maire FN élu dans une ville de plus de 10 000 habitants, Saint-Gilles, profitant d'une division de la droite entre le maire sortant Alexandre Girard et son premier adjoint dissident Olivier Lapierre. Au cours de son mandat, il est épinglé par la CNIL au sujet de l'existence de fichiers non déclarés (par exemple, le fichier relatif à l'aide sociale contenait un fichier concernant les Français et un autre les étrangers). Trois ans après son élection, il doit démissionner après le départ de son premier adjoint, les critiques de ses propres conseillers municipaux et le rejet de son budget,.
Membre du bureau politique du FN, Charles de Chambrun est élu conseiller régional et vice-président du conseil régional de Languedoc-Roussillon de 1992 à 1998.
Il est une dernière fois candidat aux élections législatives de 1997 dans la première circonscription du Gard. Mais, candidat "divers droite" sans le soutien du FN, il ne recueille que 0,77 % des voix et se retire alors de la vie politique.
Il décède le 21 octobre 2010 à Carthage-Salammbô (Tunisie)

## Divers

### Jeux olympiques de Barcelone
En 1987, alors qu'il était député du Gard, Charles de Chambrun a reçu le duc Alphonse de Bourbon, président du Comité olympique des Jeux olympiques de Barcelone. Si le motif officiel de son déplacement était une visite culturelle de l'abbatiale Saint-Gilles du Gard en compagnie du peintre saint-gillois Josette Spiaggia, Charles de Chambrun avait pour objectif de persuader le président du Comité des Jeux olympiques d'installer un village d'entraînement des sportifs olympiques en périphérie de Nîmes. Ce projet ne vit jamais le jour compte tenu de la distance trop éloignée de Barcelone.

### EuroDisney
Charles de Chambrun a joué un rôle important dans l'implantation du parc d'attractions Disney en France, Disneyland Paris, ex-Euro Disney. Il a même tenté de convaincre Ray Watson, PDG des Walt Disney Productions, d'implanter le parc dans le Languedoc, dans un triangle délimité par La Grande Motte, Nîmes et Arles.